# Luiz Antônio Correia da Costa
Luiz Antônio Correia da Costa, conegut com a Müller, (Campo Grande, Brasil, 31 de gener de 1966) és un exfutbolista brasiler. Va disputar 56 partits amb la selecció del Brasil.